# DJMax Respect
DJMax Respect est un jeu vidéo de rythme développé par Rocky Studio et Neowiz MUCA et édité par Neowiz Games. Il et sorti pour la PlayStation 4 en 2017, pour Windows en 2020 et Xbox One et Xbox Series X|S en 2022 dans le cadre de ID@Xbox. Au japon le jeu a été publié par Arc System Works. Il s'agit d'un reboot et du dernier épisode de la série des jeux rythmiques DJMax.

## Système de jeu
Le gameplay principal est formé autour de l'idée simple que le joueur doit appuyer sur différents boutons au bon moment, ce qui est indiqué par la musique et les notes qui défilent dans une mélodie de la piste musicale visualisée à l'écran.

### Respect V

#### Sortie

Le V ajouté au titre signifie Versus.

Une version portée sur Windows appelée DJMax Respect V a été lancée le 19 décembre 2019 via un accès anticipé sur Steam et sortie officiellement le 12 mars 2020.
Une version Xbox a été lancée le 7 juillet 2022. Cela marque également le premier jeu DJMax à être publié sur une console Xbox.

#### Ajouts et changements
Cette version spécifique à la version V ajoute la difficulté SC repensé pour jouer au clavier avec 8 à 10 touches. De nouveaux modes de jeu mettant l'accent sur les fonctionnalités en ligne :
Le mode AIR remplace le mode ARCADE de la version originale sur PlayStation 4. Les joueurs pourront rejoindre des sessions de playlists continues et aléatoires, pendant lesquelles ils pourront choisir de jouer ou simplement regarder d'autres joueurs jouer, ainsi que laisser des commentaires pour les joueurs.
Le mode OPEN et une amélioration du mode en ligne de la version originale sur PlayStation 4, jusqu'à 7 joueurs peuvent s'affronter pour obtenir les meilleurs scores et enfin le mode LADDER où 2 joueurs en ligne s'affronte pour monter en rangs avec un classement des niveaux des joueurs, un système de choix et d'interdiction et un Clear Pass.
Le multiplateforme pour Xbox One, Xbox Series X|S, le client Xbox Live pour Windows et Xbox Cloud Gaming et des chansons exclusives.

## Accueil
Les critiques sont globalement positives, le jeu obtient un score Metacritic moyen de 85/100 sur PlayStation 4.